# Porcellanella
Porcellanella is een geslacht van kreeftachtigen uit de klasse van de Malacostraca (hogere kreeftachtigen).

## Soorten
- Porcellanella haigae Sankarankutty, 1963
- Porcellanella triloba White, 1852